# Kroamschudd'n in Mariaparochie
Kroamschudd'n in Mariaparochie is een korte tekenfilm uit 1988. Tekst- en liedjesschrijver Herman Finkers maakte aanvankelijk in opdracht van RTV Oost een hoorspel, waarvan hij de tekst later verwerkte in zijn conference De Diana Ros Show.
Het kerstverhaal werd vervolgens met behulp van tekeningen van de hand van de Groninger John Croezen tot animatiefilm bewerkt. De tekenfilm werd eenmalig uitgezonden door de VARA, waarna het programma jaarlijks rond kerstmis werd herhaald door RTV Oost. In 2004 werd de tekenfilm samen met Finkers' andere tekenfilm, Macbeth, uitgebracht op dvd.
In de tekenfilm wordt op geheel eigen wijze het kerstverhaal verteld. Het kindje Jezus Christus wordt er niet geboren in Bethlehem, maar in het Twentse Mariaparochie, een dorp ten oosten van Almelo, als zoon van timmerman Spieker-Jozef en zijn vrouw Marie. Het Nedersaksische woord kroamschudd'n betekent op kraamvisite gaan en duidt in deze context op het bezoek dat onder andere de herders en de drie wijzen brengen aan het zojuist geboren kind, waarbij niet voorbij wordt gegaan aan Twentse gebruiken als het bakken van krentenwegge. De drie wijzen uit het oosten (Caspar, Balthasar & Gerards) worden vertolkt door drie Duitsers onder leiding van Heino, terwijl de donkergekleurde wijze wordt vertolkt door Bobby Farrell (Boney M.).
Finkers' klassieke kerstverhaal Kroamschudd'n in Mariaparochie werd in 2023 in een nieuw jasje gestoken. De korte tekenfilm en het boekje kregen na 35 jaar een facelift: beeld en geluid werden opgefrist, maar het verhaal bleef hetzelfde. Enkel een grap over een Chinees die babi pangang komt brengen, werd op verzoek van de uitgever herschreven.